# Montgru-Saint-Hilaire
Montgru-Saint-Hilaire è un comune francese di 33 abitanti situato nel dipartimento dell'Aisne della regione dell'Alta Francia.

## Società

### Evoluzione demografica
Abitanti censiti